# Arambilet
Arambilet, nome d'arte di Angel Luis Arambilet Álvarez (Santo Domingo, 16 settembre 1957), è uno scrittore, sceneggiatore, regista, artista plastico, umorista grafico, ed ingegnere informatico dominicano.

## Biografia
In Latinoamerica e nei Caraibi è considerato come il creatore del primo racconto (Arti e Lettere, 1978) scritto con la tecnica d'Arte ASCII, come anche dei primi grafopoemi (combinazione della grafica con il testo – Arte Cibernetica, 1978) utilizzando la stessa tecnica, la quale ha come elementi integrali targhette perforate di computer, un processo di compilazione COBOL (IBM modello 370-115) e di stampanti a martello ad alta velocità.
Arambilet fa parte della Storia della Grafica Computerizzata e delle Arti del Secolo XX (XX century History of Computer Graphics and Digital Art) organizzata da ACM SIGGRAPH e compilata da Anna Ursyn. Dal Dipartimento delle Arti Visuali dell'Università del Colorado. È considerato il pioniere nell'utilizzo delle tecniche d'Arte ASCII, così come per il suo lavoro con tecniche di mappa di bits in scala di grigi e per l'uso di linee di Vector per la creazione delle sue opere d'arte, fumetti e “humor” grafico.
È stato premiato con il Premio Nazionale di Racconti (I petali del Ibisco, 1994) ed il Premio Nazionale del Romanzo (Il segreto di Neguri, 2006) nel suo paese natale, la Repubblica Dominicana.

## Opere
- 1978 – Trilogia di racconti (Artes y Letras, SD)
- 1993 – I petali del Ibisco, racconti; Premio Nazionale 1994;ISBN 84-89546-02-9.
- 1994 – Zona segreta, poemi; ISBN 84-89546-00-2
- 1994 – Homo Sapiens; ISBN 84-89546-01-0.  Compendio di vignette d'umorismo grafico digitale, in serie dal 1988
- 1996 – Quintetto: Cinque storie di quelle tristi, narrativa; ISBN 84-89546-03-7
- 1997 – Insetti, umorismo grafico. Compendio di strisce di comiche digitali, in serie dal 1983
- 1999 – Arambilet: Dieci anni e cinque serie(1989-1999), Esibizione individuale, Casa Guayasamin R.D.
- 2000 – Il libro delle passioni, poesia; ISBN 99934-0-154-4
- 2002 – XIX Biennale ELJ (Biennale Eduardo León Jimenes); Santiago, R.D.
- 2002 – Homo sapiens: Personaggi da appendere; Esibizione individuale, Galería DPI, D.R.
- 2002 – Las historias del alma, guión de TV; ISBN 99934-0-154-4
- 2002 – Miriam Calzada: Montecristi (Documentario. Serie: Arte e artista. Fondazione Barlovento)
- 2003 – XXII Biennale Nazionale delle Arti Visuali, Museo d'Arte Moderna, Santo Domingo R.D.
- 2003 – Marcos Lora Read: Kid Kapicúa; (Documentario. Serie: Arte e artista. Fondazione Barlovento. Esibito nel Joan Guaita Arte, Maiorca, Spagna))
- 2003 – Arambilet: Series (1983-2003); Serie; Videografia digitale, retrospettiva
- 2004 – XX Biennale ELJ (Biennale Eduardo León Jimenes); Santiago, R.D.
- 2004 – Collettiva di artisti. Palazzo Concistoriale di Santo Domingo.
- 2005 – Il segreto di Neguri (Romanzo; pubblicato da Editoriale alfaguara; Premio Nazionale della Letteratura, SD, R.D. 2005); ISBN 99934-0-154-4
- 2005 – Il segreto di Neguri (Documentario. Include i cortometraggi basati sul romanzo di Arambilet, create dai registi di cinema Esteban Martin e Peyi Guzman.
- 2005 – XXIII Biennale Nazionale delle Arti Visuali, Museo d'Arte Moderna, Santo Domingo R.D. (Menzione d'onore del Gran Giurato: Sottile).
- 2006 – Il mistero del manati d'oro (Copione Cinematografico); ISBN 9945-00-050-0
- 2006 – Guarocuya (Copione Cinematografico); ISBN 9945-00-063-2
- 2006 – Valzer (Cortometraggio. Barlovento CinemArt/24fps) Selezione ufficiale XXI Biennale ELJ; Santiago, R.D.
- 2006 – Seppiablu (Cortometraggio. Barlovento CinemArt/24fps)
- 2006 – In memoriam: Claudia (Cortometraggio. Barlovento CinemArt/24fps)
- 2006 – La fortuna (Cortometraggio) Selezione ufficiale e nominato come miglior film straniero a San Fernando Valley International Film Festival 2007.
- 2006 - Collettiva itinerante: Artes/Miniaturas en portada. Viota Gallery, P.R.; Arte Berry, R.D.
- 2006 – XXI Biennale ELJ (Biennale Eduardo León Jimenes); Santiago, R.D.
- 2007 – Il lontano contrappeso degli astri (copione cinematografico)
- 2007 – A imagine e somiglianza (Cortometraggio. Cinema Barlovento)